# Unwetter vom 27./28. August 1955
Das Unwetter vom 27./28. August 1955 war eine Unwetterkatastrophe, die ganz Mitteleuropa heimsuchte und bei der allein in Deutschland mindestens 15 Menschen ums Leben kamen sowie Millionenschäden durch Blitzschlag, Orkanböen, Hagel und Überschwemmungen entstanden.

## Entwicklung der Wetterlage
Der August des Jahres 1955 war von einer mehrwöchigen Trockenperiode mit hochsommerlichen Temperaturen, hervorgerufen von einem vom Nordatlantik bis Skandinavien reichenden Hochdruckgebiet geprägt. Mit Abschwächung dieses Hochs konnte am 27. August 1955 ein Gewittertief von Nordfrankreich nach Norddeutschland ziehen. An seiner Vorderseite führte es sehr schwüle, und hochlabile Mittelmeerluft nach Mitteleuropa, während an der Rückseite deutlich kühlere Luft herangeführt wurde. Im Übergangsbereich zwischen der sehr heißen Subtropikluft und der auf der Rückseite des Tiefs einfließenden kühleren Luftmasse bildeten sich ab dem Mittag des 27. August äußerst heftige und sehr blitzintensive Gewitter mit Hagelschlag, Orkanböen und Starkregen, die Mitteleuropa von West nach Ost überquerten.

## Schäden
Besonders schwer betroffen waren die Bundesländer Niedersachsen, Bremen, Hamburg und Schleswig-Holstein. Hier wurden allein 11 Menschen vom Blitz erschlagen, darunter zwei Bauern der Insel Neuwerk, die sich zusammen mit einem Kurgast auf der Fahrt mit der Pferdekutsche vom Festland zur Insel befanden. Da die Wettervorhersage noch in der Entwicklung war, konnten keine Unwetterwarnungen herausgegeben werden, so dass viele Menschen im Freien vom aufziehenden Unwetter überrascht wurden.
Schadensschwerpunkte bildeten die damaligen Landkreise Hoya, Wesermarsch, Stade, Bremervörde und Holzminden. Im Kreis Steinburg entstanden binnen einer Stunde 5 Großbrände, insgesamt wurden in Norddeutschland 40 Bauernhöfe, Ställe und Wirtschaftsgebäude durch Blitzschlag völlig zerstört, unzählige Gebäude erlitten z. T. schwere Teilschäden. Allein der durch die Brände hervorgerufene Sachschaden wurde 1955 auf – nach damaliger Kaufkraft – über 5 Millionen DM geschätzt.
Nicht nur in den durch Blitzschlag in Brand gesetzten Gehöften kamen ganze Viehbestände um, sondern auch auf den Weiden. Allein in Schleswig-Holstein wurden über 100 Stück Großvieh auf den Weiden vom Blitz erschlagen. Zudem führten Hagel und Starkregen zu Überschwemmungen. Besonders schwer vom Hochwasser betroffen war dabei das Harzvorland, ein Schwerpunkt lag hier im Raum Bad Harzburg, sowie die Landkreise Hameln und Holzminden. In den Orten Eschershausen, Scharfoldendorf, Stadtoldendorf und vielen kleineren Orten im Landkreis wälzten sich Sturzfluten von den Berghängen herab und überfluteten die Siedlungsgebiete. In Eschershausen wurden einige Wohnhäuser total zerstört; ein vollbesetztes Kino musste mit Hilfe von Booten evakuiert werden.
Viele Menschen im Landkreis Holzminden konnten nur mit Booten aus ihren überfluteten Häusern gerettet werden. Die Bahnstrecke Vorwohle–Emmerthal wurde durch einen Erdrutsch unpassierbar. In Kirchbrak kam eine Frau ums Leben, als sie von einer Flutwelle von einer Brücke gespült wurde. In Warmsen ertrank ein Mann im Keller seines Hauses. Auch in Hameln gab es ein Todesopfer. In Neuhermsdorf wurde ein Barackenlager durch einen Bergrutsch zerstört; hier türmten sich Geröllmassen teilweise meterhoch.
In Tettau verbrannte der Besitzer einer in Brand geratenen Scheune, nachdem dort der Blitz in die fest installierte Dreschmaschine geschlagen war.
Weitere schwere Schäden entstanden an den damals noch als Überlandleitungen installierten Fernsprech- und Stromversorgungseinrichtungen. Der Ausfall der Stromversorgung und der Telefonverbindung durch Blitzschlag und umstürzende Bäume führte dazu, dass in den Dörfern sowohl eine Sirenenalarmierung, als auch eine telefonische Alarmierung der Feuerwehren nicht möglich war und die Feuerwehren oft erst viel zu spät am Brandort eintreffen konnten.

## Konsequenzen
Die sehr hohen Schäden, die das Unwetter vom 27./28. August 1955 hervorgerufen hatte, führten zu umfangreichen behördlichen Untersuchungen. Als ein großes Problem erwies sich die damals noch völlig unzureichend ausgerüstete Feuerwehr, das Fehlen gut ausgebauter Zufahrtsstraßen zu den einzelnen Gehöften, sowie eine unzureichende Wasserversorgung. Die Feuerwehren trafen so erst sehr spät am Brandort ein und waren, weil sie damals noch nicht über Tanklöschfahrzeuge verfügten, auch nicht in der Lage beim Eintreffen am Einsatzort sofort mit der Brandbekämpfung zu beginnen, sondern mussten teilweise über weite Wege die Wasserversorgung herstellen. So musste die Feuerwehr beim Großbrand des Heidehofs in Wedel die Löschwasserversorgung mit Eimerketten organisieren. Zur Verbesserung des Brandschutzes im ländlichen Raum wurden in den Folgejahren viele Feuerwehren mit Tanklöschfahrzeugen ausgestattet. Ebenso wurden im Rahmen von Meliorationsmaßnahmen die landwirtschaftlichen Wege ausgebaut und das Straßennetz im ländlichen Raum ausgebaut.
Die Vielzahl der durch Blitzschlag hervorgerufenen Großbrände deutete technische Probleme im Bereich des Blitzschutzes an. Die kriminalpolizeiliche Untersuchung der Großschadensfälle im damaligen Verwaltungsbezirk Oldenburg ergab, dass ein Großteil der zerstörten Gebäude in jüngster Zeit neu mit Reet eingedeckt worden war. Die Befestigung des Reets war dabei mit Draht, statt wie bisher mit Rohrgeflecht erfolgt. Dies hatte zur Folge, dass der Blitz das Dach trotz eines vorhandenen Blitzableiters in Brand setzen konnte, da er an einzelnen Kontaktpunkten zwischen Blitzableiter und dem eingebauten Draht über die Verdrahtung des Reets großflächig in die Dachdeckung eindringen und binnen kürzester Zeit das gesamte Dach in Brand setzen konnte. Dieses Ermittlungsergebnis veranlasste die zuständigen Landesbrandkassen als Versicherer, angesichts der sehr hohen Schäden eine flächendeckende Überprüfung des Blitzschutzes durchzuführen.